# Аллеган (округ)
А́ллеган (англ. Allegan County) — округ в штате Мичиган, США. Официально образован в 1831 году. По состоянию на 2010 год, численность населения составляла 111 408 человек.

## География
По данным Бюро переписи США, общая площадь округа равняется 4 747,475 км2, из которых 2 136,752 км2 суша и 2 610,723 км2 или 55,000 % это водоёмы.

## Население
По данным переписи населения 2000 года в округе проживает 105 665 жителей в составе 38 165 домашних хозяйств и 28 394 семей. Плотность населения составляет 49,00 человек на км2. На территории округа насчитывается 43 292 жилых строений, при плотности застройки около 20,00-ти строений на км2. Расовый состав населения: белые — 93,47 %, афроамериканцы — 1,31 %, коренные американцы (индейцы) — 0,55 %, азиаты — 0,55 %, гавайцы — 0,03 %, представители других рас — 2,77 %, представители двух или более рас — 1,32 %. Испаноязычные составляли 5,72 % населения независимо от расы.
В составе 37,40 % из общего числа домашних хозяйств проживают дети в возрасте до 18 лет, 61,40 % домашних хозяйств представляют собой супружеские пары проживающие вместе, 9,10 % домашних хозяйств представляют собой одиноких женщин без супруга, 25,60 % домашних хозяйств не имеют отношения к семьям, 20,70 % домашних хозяйств состоят из одного человека, 7,80 % домашних хозяйств состоят из престарелых (65 лет и старше), проживающих в одиночестве. Средний размер домашнего хозяйства составляет 2,72 человека, и средний размер семьи 3,15 человека.
Возрастной состав округа: 28,90 % моложе 18 лет, 8,00 % от 18 до 24, 30,00 % от 25 до 44, 22,00 % от 45 до 64 и 22,00 % от 65 и старше. Средний возраст жителя округа 35 лет. На каждые 100 женщин приходится 99,60 мужчин. На каждые 100 женщин старше 18 лет приходится 97,60 мужчин.
Средний доход на домохозяйство в округе составлял 45 813 USD, на семью — 51 908 USD. Среднестатистический заработок мужчины был 38 681 USD против 26 887 USD для женщины. Доход на душу населения составлял 19 918 USD. Около 5,00 % семей и 7,30 % общего населения находились ниже черты бедности, в том числе — 7,50 % молодежи (тех, кому ещё не исполнилось 18 лет) и 7,90 % тех, кому было уже больше 65 лет.